# Tapai

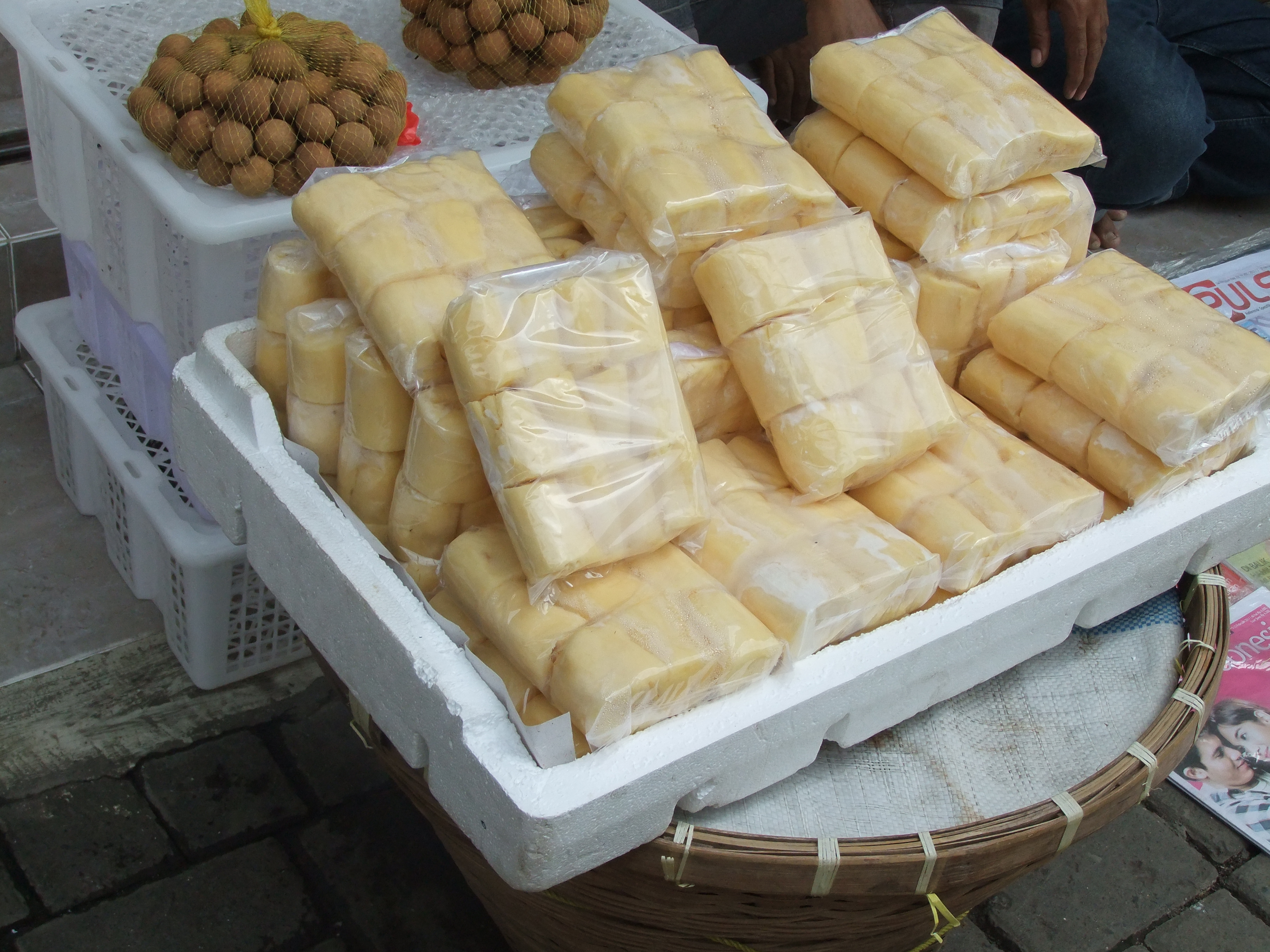
Paquetitos de tapai preparado con mandioca en Indonesia

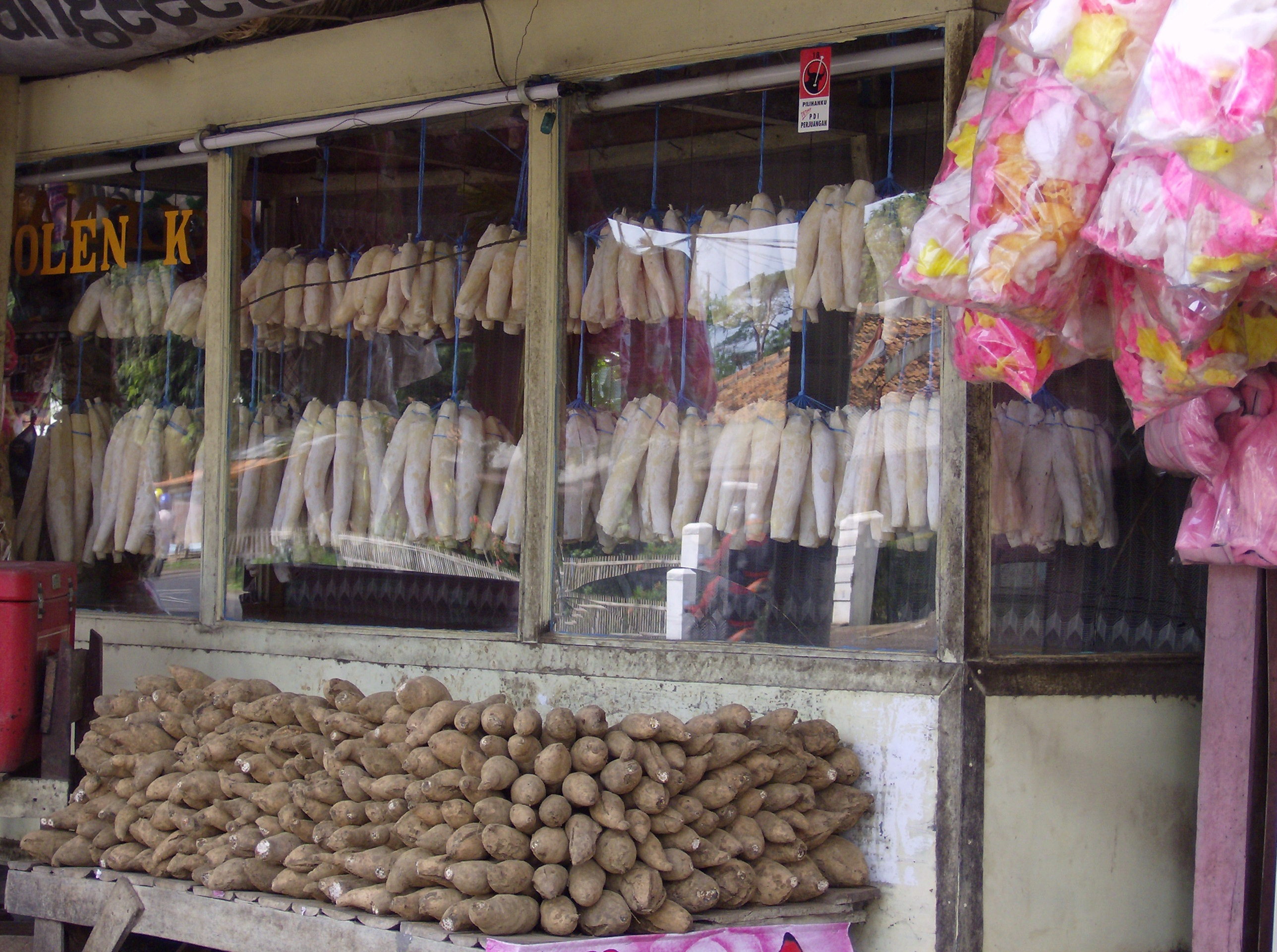
Vendedor peuyeum en Java occidental.

Tapai (ta-pie) o tape (ta-peh), a veces llamado peuyeum (del idioma sondanés), es un alimento fermentado tradicional del este y sureste de Asia. Es una pasta dulce o ácida y se la puede consumir directamente o como ingrediente de platillos tradicionales. El tapai se puede preparar con diversos vegetales con carbohidratos, por lo general se prepara con mandioca, arroz blanco, o arroz glutinoso. La fermentación es realizada por diversas especies de mohos incluidos Aspergillus oryzae, Rhizopus oryzae, Amylomyces rouxii o Mucor, y con levaduras tales como Saccharomyces cerevisiae, y Saccharomycopsis fibuliger, Endomycopsis burtonii entre otras, junto con bacterias. El tapai también se utiliza para preparar bebidas alcohólicas.

## Ragi Tapai
El tapai se obtiene inoculando una fuente de carbohidrato con los microorganismos apropiados en un cultivo de fermento inicial. Este cultivo posee diferentes nombres en diversas regiones, que se indican en la tabla más abajo. El cultivo para preparar este alimento fermentado puede ser obtenido directamente de la selva, mezclando arroz con especies molidas (incluye ajo, pimienta, chile, canela), caña de azúcar o agua de coco, rebanadas o extracto de jengibre, y agua para preparar una masa. Con la masa se preparan tortas redondas, de unos 3 cm de diámetro y 1 cm de alto, y se las deja incubar por dos o tres días en bandejas tapadas con hojas de banano. Luego se las seca y se las almacena, listas para su uso.
| Región | China | Indonesia/Malasia | Corea | Filipinas    | Tailandia  |
| Nombre | peh-chu, jiuyao (en chino tradicional, 酒藥; en chino simplificado, 酒药; pinyin, jiǔyào; jyutping, zau2joek1) | ragi tapai        | nuruk | bubod, tapay | look-paeng |

## Preparación

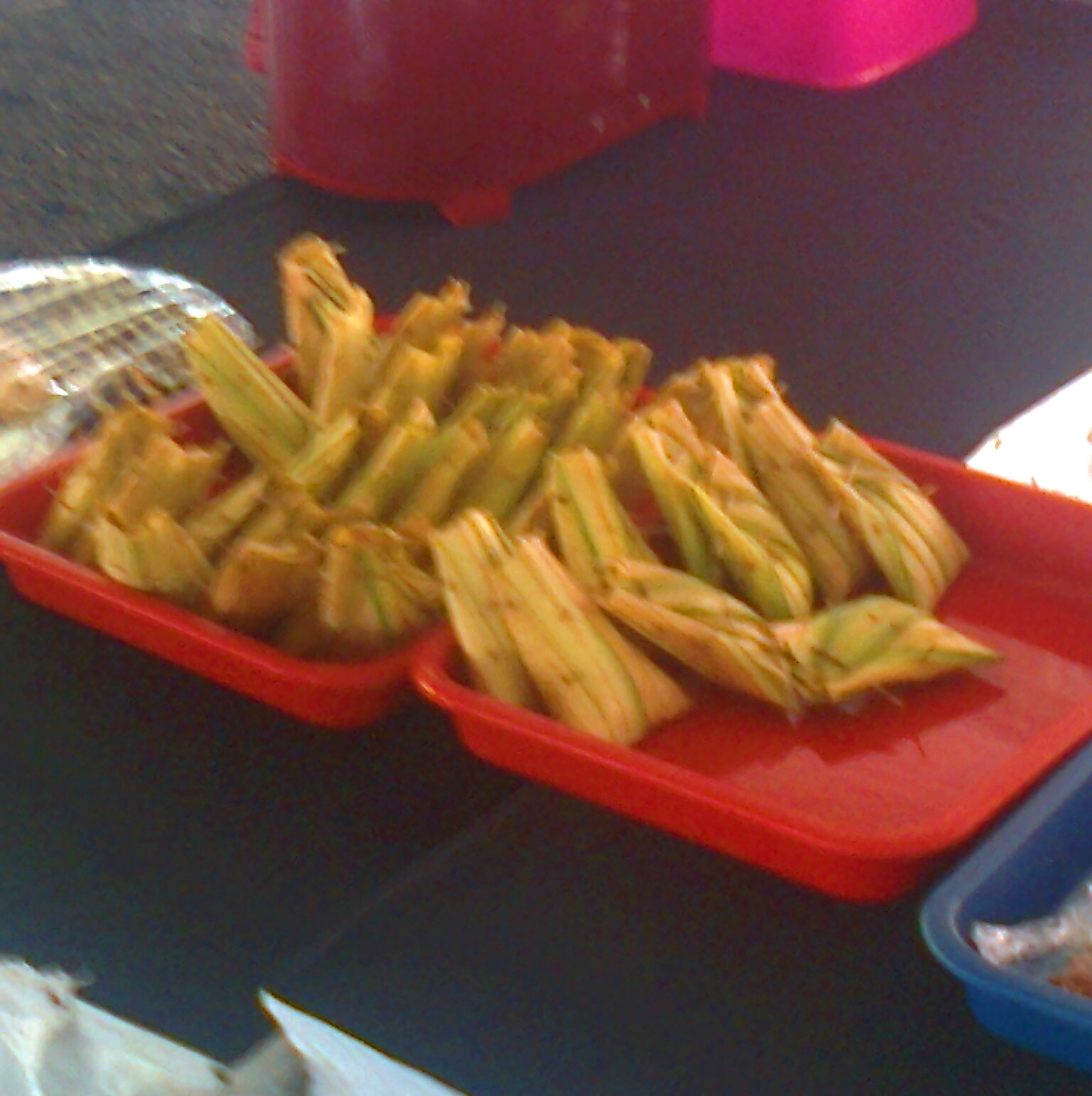
Tapai pulut en Sabah, Malasia Oriental.

El ragi tapai se utiliza para fermentar diferentes tipos de carbohidratos tales como mandioca, arroz blanco cocido o arroz glutinoso, y a veces batatas. El proceso básico consiste en lavar y cocinar la comida que se desea fermentar, enfriarla hasta 30 °C, mezclar un poco de ragi tapai en polvo, y dejar reposar en frascos tapados por uno o dos días. En el caso de utilizar cassava y batata, se lavan y pelan los tubérculos antes de cocinarlos, luego se los coloca en cestas espolvoreando conn ragi tapai entre cada capa.
El tapai listo tiene un sabor dulce con un bajo contenido de alcohol, y puede ser consumido o dejado por varios días para que se aumente su sabor ácido.
| Región          | Camboya     | China                                                                   | India       | Indonesia                                                                     | Corea  | Malasia        | Filipinas                    | Singapur   | Tailandia | Brunéi |
| arroz blanco    | chao, tapai | lao-chao (en chino, 醪糟; pinyin, láozāo; jyutping, lou4zou1), Jiuniang |             | tapai beras                                                                   | nuruk? | tapai nasi     | binuburang basi, tapay basi  | tapai nasi | khao-mak  | tapai  |
| arroz glutinoso | tapai       |                                                                         | Bhattejaanr | tapai ketan                                                                   |        | tapai pulut    |                              |            |           | pulut  |
| cassava         |             |                                                                         |             | tapai ketela, tapai ubi kayu (Minangkabau), tape singkong, tape telo, peuyeum |        | tapai ubi kayu | binuburang ube, tapay panggi |            |           |        |